# Victoria Jensen
Søster Victoria Boline Frederikke Jensen (16. januar 1847 i København - 28. maj 1930 på Frederiksberg) var en dansk diakonisse, forstander og kvindesagsforkæmper.

## Familie og uddannelse
Victoria var datter af porcelænforhandleren Peter Jensen (1796-1859) og Kirstine Marie Hansen. Hun var hun 12 år da hendes fader døde og moderen blev alene med fem børn. Som en ung pige var hun præget af og påvirket af sognepræsten Rudolph Frimodt, der fra 1865 var Indre Missions leder i København. I nogle år arbejdede hun som husholderske i Holbæk og her hørte hun tilfældigt om Diakonissestiftelsen. I 1874 begyndte hun sin uddannelse på stiftelsen.
Tre måneder efter blev hun optaget som prøvesøster på stiftelsen, og få dage efter blev hu sendt til Randers Sygehus. Her skulle hun, selvom hendes viden om hospitalssygepleje var spinkel, overtage ledelsen af afdelingen sammen med Anna Marie Boyesen, der selv havde to års erfaring inden for sygehusarbejde. I 1876 blev Victoria kaldt til Frederiksberg Hospital til en stilling som oversygeplejerske. Her blev hun de næste 38 år og stod her i spidsen for sygeplejen. I 1877 blev hun indviet til diakonisse.

## På Frederiksberg Hospital
Da Victoria kom til sin gerning på Frederiksberg Hospital var det gamle stuekoneprincip ved at blive udskiftet med den nye sygepleje, hvor de små, blandede sygehuse blev til specialiserede afsnit i støre hospitalsenheder. Den udvikling gennemgik også Frederiksberg Hospital, og det blev Victoria, der systematiserede en moderne sygeplejerskeuddannelse på stedet. I 1903, da hospitalet flyttede til de nuværende bygninger på Nordre Fasanvej, stod Victoria klar med en hel stab af unge sygeplejersker, som hu havde antaget og uddannet.
Hendes store rolle på uddannelsesområdet blev påskønnet og hyldet af Dansk Sygeplejeråd, der udnævnte hende til æresmedlem. Da Charlotte Munck, pioneren på sygeplejeuddannelsesområdet, i 1912 skrev om fordelene ved centralisering af uddannelsen, nævnte hun Frederiksberg Hospital som et eksempel.

## Forstanderindeposten
I 1914 trak søster Sophie Zahrtmann sig tilbage som forstanderinde for Diakonissestiftelsen. På dette tidspunkt var dets hospital midt i en reorganisering og stiftelsens bestyrelse bad Victoria om at vende tilbage til stiftelsen. Hun var et logisk valg grundet din kapacitet på området, men da hun allerede på dette tidspunkt var 67 år stærkt gigtplaget, sagde hun i første omgang nej til stillingen. Hun besluttede sig dog alligevel for at forlade sin post på Frederiksberg Hospital og vende tilbage til stiftelsen. Dog med den forudsætning, at det kunne ville blive en enkelt 5-årig periode.
Hendes tid som forstanderinde var udfordrende, da den kulminerede både med 1. Verdenskrig og økonomiske udfordringer. Ydermere var der året før, i 1913, blevet introduceret en ny ledelsesform, hvor stiftelsens førstepræst skulle fungere som forstander side som side med forstanderinden. Grundet Victorias erfaringer fra hospitalsvæsnet og hendes dygtige samarbejde med den nytiltrådte forstander, L.J. Koch, blev overgangen til denne ledelsesform problemsfri.